# Melvin B. Jones
Melvin Benoni „MB“ Jones (* 1918; † 21. Juli 1992) war ein gambischer Journalist und Politiker.

## Leben
| Parlamentswahl | Stimmen | Stimmanteil |
| -------------- | ------- | ----------- |
| 1960           | 644     | 46,94 %     |
| 1962           | 996     | 57,41 %     |

| Parlamentswahl | Stimmen | Stimmanteil |
| -------------- | ------- | ----------- |
| 1966           | 941     | 36,07 %     |

Jones stammte aus der gambischen Hauptstadt Bathurst (heute Banjul) und war ein Christ aus der Volksgruppe der Aku. Er erlangte erstmals im Juli 1957 als Generalsekretär der Gambia National Party (GNP) Bekanntheit. Er wurde im März 1958 von J. W. Bidwell-Bright, dem Inhaber, einem weiteren GNP-Funktionär, zum ersten Herausgeber von The Vanguard ernannt. Er machte sich durch seine heftigen Angriffe auf unpopuläre Einwanderer, insbesondere den Zahnarzt W. M. Adam, einen Namen als Journalist. Adam verklagte The Vanguard wegen Verleumdung, verlor den Prozess jedoch. Nachdem er sich aus politischen Gründen mit Bidwell-Bright zerstritten hatte, wurde Jones im Mai 1959 als Herausgeber entlassen, wurde aber bald darauf Eigentümer und Herausgeber von The Gambia Outlook, der alten Zeitung von E. F. Small. Er redigierte und veröffentlichte diese Zeitung bis zu seinem Tod weiter. Er stand der Regierung häufig kritisch gegenüber und unterstützte die National Convention Party (NCP), als diese 1975 gegründet wurde.
Jones wurde für den Wahlkreis Soldier Town gewählt, zunächst in den Stadtrat von Bathurst im Jahr 1959 und dann in das Parlamentswahlen für das Repräsentantenhaus in Britisch-Gambia 1960. Er erreichte 46,94 % der Stimmen vor dem Kandidaten der Democratic Congress Alliance (DCA), Crispin R. Grey-Johnson, und der Kandidatin der People’s Progressive Party (PPP), Augusta Jawara. Obwohl Jones nominell unabhängig war, wurde er von der United Party (UP) unterstützt und trat der UP unmittelbar nach den Wahlen von 1960 bei.
Jones wurde bei den Parlamentswahlen 1962 in Britisch-Gambia für den Wahlkreis Soldier Town mit 57,41 % der Stimmen wiedergewählt und blieb Mitglied der UP, bis er 1964, nachdem er zuvor eine Mitgliedschaft in der PPP beantragt hatte, der DCA beitrat. Anschließend wurde er Mitglied der PPP, als diese 1965 mit der DCA fusionierte. Bei den Parlamentswahlen 1966 kandidierte er für die PPP im neuen Wahlkreis Bathurst Central, unterlag jedoch mit 36,07 % der Stimmen dem UP-Abgeordneten John R. Forster. Anschließend zerstritt er sich mit der PPP und stellte sich nicht erneut bei den Parlamentswahlen 1972 zur Wahl.
In den späten 1960er und frühen 1970er Jahren setzte er sich als Präsident der (Nord-)koreanisch-gambischen Freundschaftsvereinigung für engere Beziehungen zwischen Gambia, Nordkorea und der Sowjetunion ein.
Von 1979 bis 1989 war er Vorsitzender der Gambia Press Union, die er 1978 mit gegründet hatte.
Jones starb am 21. Juli 1992.